# Bob Beers
Robert Charles Beers, dit Bob Beers (né le 20 mai 1967 à Pittsburgh dans l'État de Pennsylvanie aux États-Unis) est un joueur professionnel américain de hockey sur glace. Il évoluait au poste de défenseur.

## Biographie
Il est repêché par les Bruins de Boston en 210e position lors du repêchage d'entrée dans la LNH 1985 et évolue dans les rangs universitaires américains de 1985 à 1989 pour les Lumberjacks de l'université du Nord de l'Arizona puis les Black Bears de l'université du Maine. 
Il fait ses débuts chez les professionnels en 1989-1990, en jouant presque toute la saison avec les Mariners du Maine, filiale des Bruins dans la Ligue américaine de hockey, mais aussi dans la Ligue nationale de hockey avec les Bruins en jouant 3 matchs de saison régulière et 14 matchs en séries éliminatoires. Au cours de sa carrière, Beers a joué entre la LNH, la LAH et la LIH. Dans la LNH, il a porté les couleurs des Bruins, du Lightning de Tampa Bay, des Oilers d'Edmonton et des Islanders de New York et a joué un total de 258 matchs en saison régulière et 21 en séries éliminatoires. Il aide le club-école des Islanders, les Grizzlies de l'Utah, à remporter la Coupe Turner en 1996.
Après avoir passé la saison 1997-1998 comme analyste des matchs des Bruins de Providence à la télévision, il retourne sur la glace avec cette même équipe et termine sa carrière de joueur avec eux.
Il a représenté les États-Unis à trois reprises lors du championnat du monde de hockey sur glace (1993, 1994 et 1997), mais ne parvient pas à remporter de médailles.
Il est actuellement commentateur et analyste pour les matchs des Bruins de Boston à la radio sur la station WBZ-FM.

## Statistiques

### En club
| Saison     | Équipe                          | Ligue      |     | Saison régulière | Saison régulière | Saison régulière | Saison régulière | Saison régulière |   | Séries éliminatoires | Séries éliminatoires | Séries éliminatoires | Séries éliminatoires | Séries éliminatoires |
| Saison     | Équipe                          | Ligue      | PJ  | B                | A                | Pts              | Pun              | PJ               | B | A                    | Pts                  | Pun                  |                      |                      |
| 1985-1986  | Lumberjacks de Northern Arizona | NCAA       | 28  | 2                | 22               | 24               | 58               | -                | - | -                    | -                    | -                    |                      |                      |
| 1986-1987  | Black Bears du Maine            | NCAA       | 38  | 0                | 13               | 13               | 45               | -                | - | -                    | -                    | -                    |                      |                      |
| 1987-1988  | Black Bears du Maine            | NCAA       | 41  | 3                | 11               | 14               | 72               | -                | - | -                    | -                    | -                    |                      |                      |
| 1988-1989  | Black Bears du Maine            | NCAA       | 44  | 10               | 27               | 37               | 53               | -                | - | -                    | -                    | -                    |                      |                      |
| 1989-1990  | Mariners du Maine               | LAH        | 74  | 7                | 36               | 43               | 63               | -                | - | -                    | -                    | -                    |                      |                      |
| 1989-1990  | Bruins de Boston                | LNH        | 3   | 0                | 1                | 1                | 6                | 14               | 1 | 1                    | 2                    | 18                   |                      |                      |
| 1990-1991  | Mariners du Maine               | LAH        | 36  | 2                | 16               | 18               | 21               | -                | - | -                    | -                    | -                    |                      |                      |
| 1990-1991  | Bruins de Boston                | LNH        | 16  | 0                | 1                | 1                | 10               | 6                | 0 | 0                    | 0                    | 4                    |                      |                      |
| 1991-1992  | Mariners du Maine               | LAH        | 33  | 6                | 23               | 29               | 24               | -                | - | -                    | -                    | -                    |                      |                      |
| 1991-1992  | Bruins de Boston                | LNH        | 31  | 0                | 5                | 5                | 29               | 1                | 0 | 0                    | 0                    | 0                    |                      |                      |
| 1992-1993  | Bruins de Providence            | LAH        | 6   | 1                | 2                | 3                | 10               | -                | - | -                    | -                    | -                    |                      |                      |
| 1992-1993  | Lightning de Tampa Bay          | LNH        | 64  | 12               | 24               | 36               | 70               | -                | - | -                    | -                    | -                    |                      |                      |
| 1992-1993  | Knights d'Atlanta               | LIH        | 1   | 0                | 0                | 0                | 0                | -                | - | -                    | -                    | -                    |                      |                      |
| 1993-1994  | Lightning de Tampa Bay          | LNH        | 16  | 1                | 5                | 6                | 12               | -                | - | -                    | -                    | -                    |                      |                      |
| 1993-1994  | Oilers d'Edmonton               | LNH        | 66  | 10               | 27               | 37               | 74               | -                | - | -                    | -                    | -                    |                      |                      |
| 1994-1995  | Islanders de New York           | LNH        | 22  | 2                | 7                | 9                | 6                | -                | - | -                    | -                    | -                    |                      |                      |
| 1995-1996  | Grizzlies de l'Utah             | LIH        | 65  | 6                | 36               | 42               | 54               | 22               | 1 | 12                   | 13                   | 16                   |                      |                      |
| 1995-1996  | Islanders de New York           | LNH        | 13  | 0                | 5                | 5                | 10               | -                | - | -                    | -                    | -                    |                      |                      |
| 1996-1997  | Bruins de Providence            | LAH        | 45  | 10               | 12               | 22               | 18               | -                | - | -                    | -                    | -                    |                      |                      |
| 1996-1997  | Bruins de Boston                | LNH        | 27  | 3                | 4                | 7                | 8                | -                | - | -                    | -                    | -                    |                      |                      |
| 1998-1999  | Bruins de Providence            | LAH        | 10  | 1                | 2                | 3                | 4                | 5                | 0 | 1                    | 1                    | 2                    |                      |                      |
| 1999-2000  | Bruins de Providence            | LAH        | 13  | 0                | 4                | 4                | 14               | 14               | 1 | 5                    | 6                    | 9                    |                      |                      |
| Totaux LNH | Totaux LNH                      | Totaux LNH | 258 | 28               | 79               | 107              | 225              | 21               | 1 | 1                    | 2                    | 22                   |                      |                      |

### En équipe nationale
| Année | Compétition          |   | PJ | B | A | Pts | Pun      |  | Résultat |
| 1993  | Championnat du monde | 6 | 1  | 2 | 3 | 2   | 6e place |  |          |
| 1994  | Championnat du monde | 8 | 2  | 0 | 2 | 4   | 4e place |  |          |
| 1997  | Championnat du monde | 8 | 1  | 0 | 1 | 8   | 6e place |  |          |

## Trophées et honneurs personnels
- 1988-1989 :
  - nommé dans la deuxième équipe d'étoiles de Hockey East.
  - nommé dans la deuxième équipe d'étoiles de la région est de la NCAA.
- 1995-1996 : champion de la Coupe Turner avec les Grizzlies de l'Utah.
- 1998-1999 : champion de la Coupe Calder avec les Bruins de Providence.

## Transactions en carrière
- Repêchage de 1985 : repêché par les Bruins de Boston au 10e tour, 210e rang.
- 28 octobre 1992 : échangé par les Bruins au Lightning de Tampa Bay contre Stéphane Richer.
- 11 novembre 1993 : échangé par le Lightning aux Oilers d'Edmonton contre Chris Joseph.
- 29 août 1994 : signe en tant qu'agent libre avec les Islanders de New York.
- 5 août 1996 : signe en tant qu'agent libre avec les Bruins de Boston.
- 12 mars 1999 : signe en tant qu'agent libre avec les Bruins de Providence de la Ligue américaine de hockey.